# Смирнов, Савва Алексеевич
Савва Алексеевич Смирнов (21 сентября 1909, Санкт-Петербург — 1998, Москва) — конструктор РЛС, лауреат государственных премий.
Окончил МЭИ (1932).
До 1945 г. работал на заводе № 203 им. Орджоникидзе (Московский ордена Ленина радиозавод им. Г. К. Орджоникидзе, в 1941 г. эвакуирован в Сарапул) в должностях от радиоинженера до главного конструктора.
С 1945 г. — в НИИ-20 (ВНИИРТ).
Главный конструктор РЛК «Алтай» и его модификаций, поставляемых на экспорт, и РРЛ «Цепочка».
Сталинская премия первой степени 1950 года — за разработку РЛС «Обсерватория» в составе авторского коллектива: А. М. Рабинович, С. П. Заворотищев, Ю. А. Мантейфель, Р. И. Перец, В. В. Самарин, С. А. Смирнов и К. Л. Куракин.
Государственная премия СССР 1970 года.
Награждён орденами Ленина (07.05.1945), «Знак Почёта» (1936), Красной Звезды (21.01.1944), Трудового Красного Знамени (1967).